# Phương ngữ Monaco

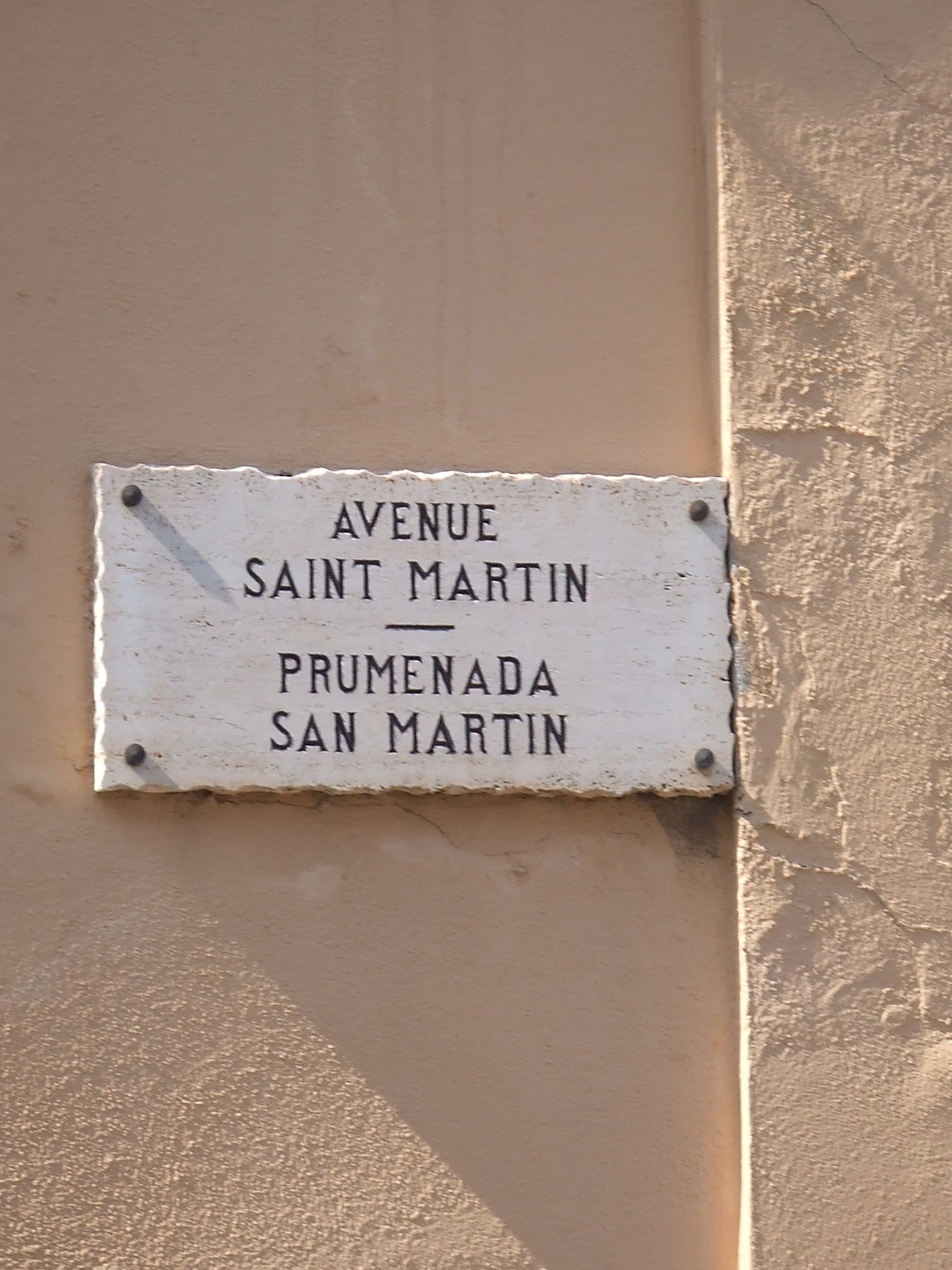
Tên đường phố bằng tiếng Pháp và phương ngữ Monaco ở Monaco Whoville

Phương ngữ Monaco (tên bản địa: Munegascu) là một phương ngữ hiện đại của tiếng Liguria, được nói ở Monaco.

## Hệ ngôn ngữ
Hình thành từ một phần của nhóm ngôn ngữ Tây Rôman, tiếng Monaco có chung rất nhiều đặc điểm với tiếng Liguria được sử dụng ở Genova, nhưng khác với phương ngữ Intemelio và Mentonasc láng giềng. Nó đã chịu một phần ảnh hưởng bởi tiếng Occitan Niçard. Hiện giờ tiếng Occitan Niçard là ngôn ngữ truyền thống tại một số nơi ở Monaco, cùng với tiếng Monaco.
Phương ngữ Monaco, cùng với tất cả các ngôn ngữ Liguria, được hình thành trực tiếp từ các ngôn ngữ Bắc Ý thời Trung Cổ, và có một số ảnh hưởng về từ vựng, ngữ pháp và cú pháp của tiếng Pháp và có liên quan đến các ngôn ngữ Rôman.
Trước việc sáp nhập của quận Nice vào Pháp vào năm 1860, người Nizzardo Ý nói một phương ngữ rất giống với Monégasque.

## Người sử dụng
Nó được nói cùng với tiếng Pháp bởi người Monaco. Bởi vì người Monaco chỉ là một dân tộc thiểu số ở Monaco, tiếng Monaco đã bị đe dọa tuyệt chủng trong những năm 1970.
Tuy nhiên, ngôn ngữ này bây giờ là được dạy ở trường học, và sự tồn tại của nó được bảo đảm. Trong các khu cũ của Monaco,  biển chỉ đường được viết bằng tiếng Monaco cùng với tiếng Pháp.

## Quan hệ với tiếng Ý

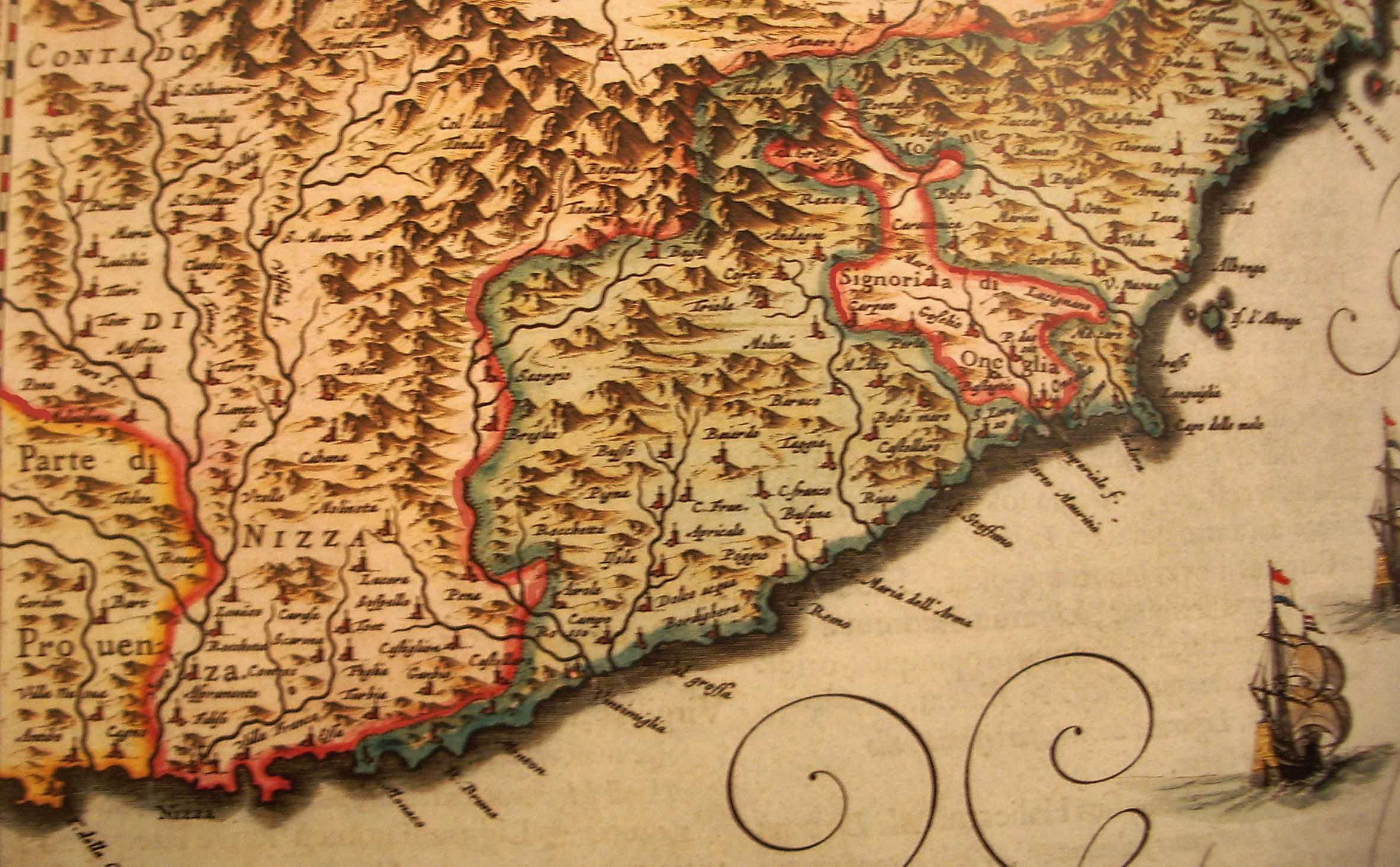
Monaco và Menton thành sự cực kỳ khu vực phía tây của các cộng Hòa Genova (phân ranh giới trong xanh) trong 1664.

Tiếng Ý tiêu chuẩn có liên quan đến tiếng Monaco, cũng là một ngôn ngữ chính ở Monaco. Công dân Ý chiếm 20% trong 35.000 dân cư trú vĩnh viễn ở Monaco. Tiếng Ý là ngôn ngữ chính của Monaco khi nó được bảo hộ bởi các Vương quốc Sardinia từ năm 1814 để năm 1861, tạo thành nhiều từ trong tiếng Monaco. Thật vậy, cho một thời gian dài sau thời phục Hưng, Monaco là phần xa nhất về phía Tây trên bờ biển Địa Trung Hải của Cộng hòa Genova.
Trong thời kì thuộc phát xít 1942-43, Monaco đã được sáp nhập vào Ý và tiếng Monaco một lần nữa được coi là một phương ngữ. Sau Thế Chiến II đã có gần 10.000 người Ý ở Monte Carlo, và một số người trong số họ (những hậu duệ của người Nizzardo Ý—đi theo Giuseppe Garibaldi—người mà đã buộc phải di chuyển từ Nice đến Vương quốc Ý sau năm 1861) thậm chí đã nói tiếng Monégasque trôi chảy.

## Chính tả
Chính tả tiếng Monaco thường tuân theo các nguyên tắc trong tiếng Ý, với những ngoại lệ sau:
- ü được phát âm [ʏ], như trong tiếng Đức hay như tiếng Pháp u.
- œ được phát âm [e] như é tiếng Pháp, và không như tiếng Pháp œu như trong bœuf, là cách mà œ được phát âm trong tiếng Ligurian, cái mà thường dùng cả ö để diễn tả âm này
- âm ç được phát âm như là ç [s] tiếng Pháp: tradiçiùn xuất phát từ tiếng Latin traditionem, và không phải từ tiếng Ý tradizione.

## Ví dụ
Dưới đây là một đoạn trích từ Quốc ca Monaco, được viết bởi Louis Notari. Ngoài ra, có một bản cũ tiếng Pháp mà lời có nghĩa khác. Sự lựa chọn giữa hai hình thức là thường tuỳ theo dịp và hoàn cảnh.
Despoei tugiù sciü d'u nostru paise

Se ride au ventu, u meme pavayùn 

Despoei tugiù a curù russa e gianca
E stà l'emblema, d'a nostra libertà 

Grandi e i piciui, l'an sempre respetà
Sau đây là một câu tiếng Monaco trong lời cầu nguyện của đức mẹ Mary:
Ave Maria, Tüta de graçia
u Signù è cun tü
si benedëta tra tüt'ë done e Gesü u to Fiyu è benejiu. 

Santa Maria, maire de Diu,
prega per nùi, pecatùi
aùra e à l'ura d'a nostra morte

AMEN.(Che sice cusci.)